# The Chalice of Sorrow
Pour plus de détails, voir Fiche technique et Distribution.
The Chalice of Sorrow est un film muet américain réalisé par Rex Ingram et sorti en 1916. C'est une adaptation de La Tosca transposée dans un décor mexicain.

## Synopsis
Une actrice américaine se produit au Mexique dans l'opéra Carmen. Le gouverneur de la province en tombe amoureux, mais elle repousse ses avances.

## Fiche technique
- Réalisation : Rex Ingram
- Scénario : Rex Ingram d'après la pièce La Tosca de Victorien Sardou (1887)
- Photographie : Duke Hayward, George W. Lawrence
- Distribution : Bluebird Photoplays[2] et Universal Film Manufacturing Company
- Durée : 5 bobines[3]
- Date de sortie : 
  - États-Unis : 9 octobre 1916

## Distribution
- Cleo Madison : Lorelei
- Blanche White : Isabel Clifford
- Charles Cummings : Marion Leslie
- John McDermott : Rance Clifford
- Wedgwood Nowell : Francisco De Sarpina
- Howard Crampton : Siestra
- Albert MacQuarrie : Pietro
- Rhea Haines : Pietro's Wife
- John George : Mexican
- Jack Holt